# Municipio de Garfield (condado de Clay, Dakota del Sur)
El municipio de Garfield (en inglés: Garfield Township) es un municipio ubicado en el condado de Clay en el estado estadounidense de Dakota del Sur. En el año 2010 tenía una población de 208 habitantes y una densidad poblacional de 2,23 personas por km².

## Geografía
El municipio de Garfield se encuentra ubicado en las coordenadas 42°57′12″N 96°51′53″O / 42.95333, -96.86472. Según la Oficina del Censo de los Estados Unidos, el municipio tiene una superficie total de 93.17 km², de la cual 93,17 km² corresponden a tierra firme y (0 %) 0 km² es agua.

## Demografía
Según el censo de 2010, había 208 personas residiendo en el municipio de Garfield. La densidad de población era de 2,23 hab./km². De los 208 habitantes, el municipio de Garfield estaba compuesto por el 100 % blancos. Del total de la población el 0 % eran hispanos o latinos de cualquier raza.